# Studeria recens
Studeria recens är en sjöborreart som först beskrevs av Alexander Emanuel Agassiz 1879.  Studeria recens ingår i släktet Studeria och familjen Pliolampadidae. Inga underarter finns listade i Catalogue of Life.